# Síl·laba àtona
La síl·laba àtona és aquella síl·laba en la qual no recau l'accent, en oposició a la tònica. Es tracta d'una síl·laba en general més breu i sol dependre fonèticament d'una tònica. Hi ha poques paraules que siguin monosíl·labes àtones, com per exemple els pronoms febles, algunes preposicions simples, els articles… En una paraula sol haver-hi una tònica i la resta de síl·labes àtones, si bé en mots compostos o molt llargs, es pot apreciar alguna síl·laba amb accent secundari (com si tingués dues tòniques). Un clar exemple en català són els adverbis acabats en -ment, que accentuen aquesta partícula i alguna de l'adjectiu original.